# Prueba de Wald
La prueba de Wald es una prueba estadística paramétrica nombrada así en honor del estadístico Abraham Wald. Cada vez que hay una relación dentro o entre los datos se puede expresar un modelo estadístico con los parámetros a ser estimados a partir de una muestra. La prueba de Wald se utiliza para poner a prueba el verdadero valor del parámetro basado en la estimación de la muestra.

## Detalles matemáticos
En la prueba estadística Wald, la estima de máxima verosimilitud {\displaystyle {\hat {\theta }}} del parámetro(s) de interés {\displaystyle \theta } se compara con el valor propuesto {\displaystyle \theta _{0}}, bajo la suposición de que la diferencia tipificada entre ambos seguirá aproximadamente una distribución normal . Típicamente, el cuadrado de la diferencia se compara con una distribución de chi-cuadrado . En el caso univariado, la prueba de Wald estadística es 
{\displaystyle {\frac {({\widehat {\theta }}-\theta _{0})^{2}}{\operatorname {var} ({\hat {\theta }})}}}
que se compara contra una distribución de chi-cuadrada.
Alternativamente, la diferencia puede ser comparada con una distribución normal . En este caso el resultado es:
{\displaystyle {\frac {{\widehat {\theta }}-\theta _{0}}{\operatorname {se} ({\hat {\theta }})}}}
donde {\displaystyle \operatorname {se} ({\widehat {\theta }})} es el error estándar de la estimación de máxima verosimilitud. Una estimación razonable del error estándar para el MLE se puede dar por {\displaystyle {\frac {1}{\sqrt {I_{n}(MLE)}}}}, donde {\displaystyle I_{n}} es la información de Fisher del parámetro.
En el caso multivariado, una prueba sobre varios parámetros a la vez se lleva a cabo utilizando una matriz de varianza. Un uso común para esto es llevar a cabo una prueba de Wald en una variable categórica por recodificación como diversas variables dicotómicas.

## Ejemplo
Supongamos que un economista, que tiene datos sobre la clase social y número de calzado, se pregunta si la clase social está asociada con el tamaño de zapato. Es decir {\displaystyle \theta } es el aumento promedio de tamaño del zapato para las personas de clase alta en comparación con la gente de la clase media: entonces la prueba de Wald se puede utilizar para comprobar si {\displaystyle \theta } es 0 (en cuyo caso la clase social no tiene relación con el tamaño del zapato) o distinto de cero (el tamaño del zapato varía entre las clases sociales). Aquí, {\displaystyle \theta }, es la diferencia hipotética en tallas de calzado entre las personas de clase alta y media en toda la población, es un parámetro. Una estimación de los {\displaystyle \theta } podría ser la diferencia en el número de calzado entre las personas de clase alta y media de la muestra. En la prueba de Wald, el economista utiliza la estimación y la estimación de la variabilidad para sacar conclusiones sobre el valor verdadero observado de  {\displaystyle \theta }. O, por ejemplo un médico, supongamos que fumar multiplica el riesgo de cáncer de pulmón por algún número R: a continuación, la prueba de Wald se puede utilizar para probar si R = 1 (es decir, no hay ningún efecto del consumo de tabaco) o que sea mayor (o menor) que 1 (es decir, fumar altera el riesgo).
Una prueba de Wald se puede utilizar en una gran variedad de diferentes modelos incluyendo modelos con variables dicotómicas y modelos con variables continuas.